# 55
Aquesta pàgina és per a l'any. Per al nombre, vegeu cinquanta-cinc.

## Esdeveniments

### Llocs

#### Imperi Romà
- Neró és alhora emperador romà i cònsol.
- Agripina II es retira del palau imperial del seu fill Neró.

### Temàtiques

#### Religió
- Pau de Tars escriu la Primera Epístola als Corintis. (data probable)

## Naixements
- Epictet de Hieràpolis, filòsof grec
- Tàcit, historiador

## Necrològiques
- Claudi Tiberi Germànic, fill de Claudi. (Es creu que assassinat per Neró)